# Resolució 2217 del Consell de Seguretat de les Nacions Unides
La Resolució 2217 del Consell de Seguretat de les Nacions Unides fou adoptada per unanimitat el 28 d'abril de 2015. El Consell va ampliar el mandat de la MINUSCA a la República Centreafricana per un any fins al 30 d'abril de 2016.

## Contingut
La situació a la República Centreafricana (RCA) continuava tibant. Es van cometre violacions dels drets humans a gran escala contra la població i atacs als treballadors de l'ajuda humanitària i de les forces de l'ONU, tant per part dels antics elements antics de Seleka i Anti-Balaka com per l'exèrcit.
La situació també va fer que la RCA esdevingués també un focus de crim internacional i radicalisme. L'embargament d'armes contra el país era important per desarmar els combatents i garantir la pau. A més, la situació humanitària també era greu, amb més de 435.000 desplaçats interns, 450.000 refugiats i milers d'exiliats.
Les autoritats de transició de la RCA havien fet un bon treball per recuperar el procés polític al país. Segons el pla, les eleccions presidencials i parlamentàries se celebraran a l'agost de 2015. També va demanar una profunda reforma de l'exèrcit i la policia, de manera que el país compti amb serveis de seguretat professionals equilibrats ètnicament.
Mentrestant, la MISCA es va unir a forces de pau de la Unió Africana per formar MINUSCA. El seu mandat es va ampliar fins al 30 d'abril de 2016. L'autorització de les tropes franceses que proporcionaven suport militar també es va ampliar fins a aquesta data. Es va demanar al Secretari General Ban Ki-moon que s'activés la missió arreu de la RCA, especialment a les regions orientals.